# Milan Stojadinović
Milan Stojadinović (4. srpna 1888, Čačak - 24. října 1961, Buenos Aires) byl jugoslávský politik, právník, národohospodář, ekonom. V meziválečné Jugoslávii zastával pozici předsedy vlády.
Již v období první světové války působil na ministerstvu financí, následně - v Pašićově vládě - byl s krátkou přestávkou ministrem financí. Od června 1935 byl předsedou jugoslávské vlády, do níž zapojil i reprezentanty Slovinců a Muslimů. Upustil od násilného prosazování ideje jugoslávství (znovu bylo povoleno užívání národních symbolů) a represí vůči umírněné opozici. Pokoušel se o dohodu s Chorvaty, se kterými se vztahy ke konci 30. let ze strany Bělehradu horšily.
Při prosazování konkordátu s Římem hrozila jemu i členům jeho vlády exkomunikace ze srbské pravoslavné církve. Stojadinović nakonec návrh z jednání stáhl. Kromě funkce předsedy vlády vykonával také funkci ministra zahraničí, přičemž v zahraniční politice se zaměřoval na vytváření nových přátelských vztahů (s Německem, Itálií a Bulharskem), což bylo ze strany jugoslávských spojenců sledováno s občasnou nedůvěrou. Jeho vládě se podařilo ovšem podepsat s Francií a zároveň i s Itálií, které měla pro bělehradskou vládu nepříliš uspokojivé zájmy v Jugoslávii, důležité smlouvy.
Podobně jako v mnohých jiných státech i v Jugoslávii vznikly oddíly věrné Stojadinovićovi, jejichž příslušníci se vyznačovali nošením zelených košil a pozdravem Vodja (Vůdce). Z funkce Stojadinović odstoupil v únoru 1939 pro neshody v chorvatské otázce.
Po druhé světové válce dožil v Argentině, kde mimo jiné působil také jako poradce prezidenta v ekonomických otázkách.